# 西村暢夫
西村暢夫（にしむら のぶお、1933年 - 2024年12月6日）は、イタリア文化研究家、書籍輸入業者、翻訳家。（財）日伊協会評議員。

## 来歴
京都市生まれ。1956年東京外国語大学イタリア語科卒業。1975年国際交流基金の派遣で日本語講師としてヴェネツィアに滞在。株式会社文流取締役社長をへて会長。書籍の輸入、翻訳を行い、イタリアに日本人のための料理学校を設立し、日本でのイタリア料理普及など、日伊文化交流に尽くした功績で、1980年サンドロ・ペルティーニ大統領から教育・文化・芸術銀賞を授与され、99年イタリア政府から大騎士の称号を授かる。

## 著書
- 『イタリア食文化の起源と流れ』文流 2006
- 『イタリア食文化こぼれ話』文流 2013

### 共編著
- 『小学館伊和中辞典』池田廉ほか共編　1983
- 『やさしく話すイタリア語 ひとくち旅行会話』倉田清共著 第三書房 1988
- 『電話のイタリア語トレーニング 日常生活・ビジネス編』編 第三書房 1997
- 『パスタ手打ち道 イタリア直行便（日曜日の遊び方）』貝谷郁子共著 雄鷄社 2001

### 翻訳
- 『レオナルド・ダ・ビンチの童話』ブルーノ・ナルディーニ編　渡辺和雄共訳　小学館 1975
- 『レオナルド・ダ・ビンチの動物童話』ブルーノ・ナルディーニ編 渡辺和雄共訳 小学館 1976
- 『少年少女世界文学全集 国際版 第3巻　王子とこじき』マーク・トウェイン原作 西村訳 筒井敬介文 小学館 1977
- 『少年少女世界文学全集 国際版 第22巻 獅子王リチャード』ウォルター・スコット原作 西村訳 上崎美恵子文 小学館 1978
- ヴィンチェンツォ・ブオナッシージ『パスタ宝典 スパゲッティ・マカロニ・タリアテッレ・ニョッキ・トルテッリーニ 1001の調理法』木戸星哲共訳　読売新聞社 1983
- ブオナッシージ『イタリア・ソース宝典 ソース253種とその応用料理』木戸星哲共訳　読売新聞社 1985
- ブオナッシージ『新パスタ宝典 低カロリー・メニュー中心の1300種』松本樹子、浅野恵子共訳　読売新聞社 1989

## 参考
- ISBN　978-4-9902944-3-4
- 『現代日本人名録』2002